# Aboriella
Aboriella (sin. Smithiella Dunn y Dunniella) es un género monotípico de plantas  perteneciente a la familia Urticaceae, nativo del este del Himalaya, en la región India de Arunachal Pradesh. La única especie es Aboriella myriantha.
A veces este género es incluido en Pilea por algunos autores.

## Taxonomía
Aboriella myriantha fue descrita por (Dunn) Bennet y publicado en Indian Forester 107(7): 437. 1981.